# 2009 VA
2009 VA — астероид, который прошёл на расстоянии около 14000 километров от Земли 6 ноября 2009 года, ближайший из трёх пролетевших в опасной близости рядом с Землёй. Его диаметр всего 7 метров. Специалисты считают, что даже если бы объект столкнулся с нашей планетой, то катастрофы бы не случилось; скорее всего, он бы просто сгорел в атмосфере. Астероид пролетел рядом с Землёй спустя 15 часов после его открытия.
Астероид был впервые открыт проектом «Обзор Каталина» в Университете Аризоны. Было установлено, что объект пройдёт внутри орбиты Луны, но не ударит по Земле. Объект прошёл так близко к планете, что его траектория подверглась изменению под действием гравитации Земли.